# Val-Brillant
Val-Brillant est une municipalité située dans la municipalité régionale de comté de La Matapédia dans la région administrative du Bas-Saint-Laurent dans l'Est du Québec au Canada.

## Toponymie
Son nom reprend évoque l'abbé Pierre Brillant (1852-1911), missionnaire à cet endroit de 1881 à 1889 et curé de 1889 à sa mort.

## Histoire
Ce territoire près du lac Matapédia était autrefois fréquenté par les Micmacs. Le peuplement canadien-français de la vallée de la Matapédia débuta avec Pierre Brochu à partir de 1833. Marc Morisset fut le premier habitant du territoire qui forme aujourd'hui Val-Brillant à partir de 1867 ; il occupait également un poste de garde.

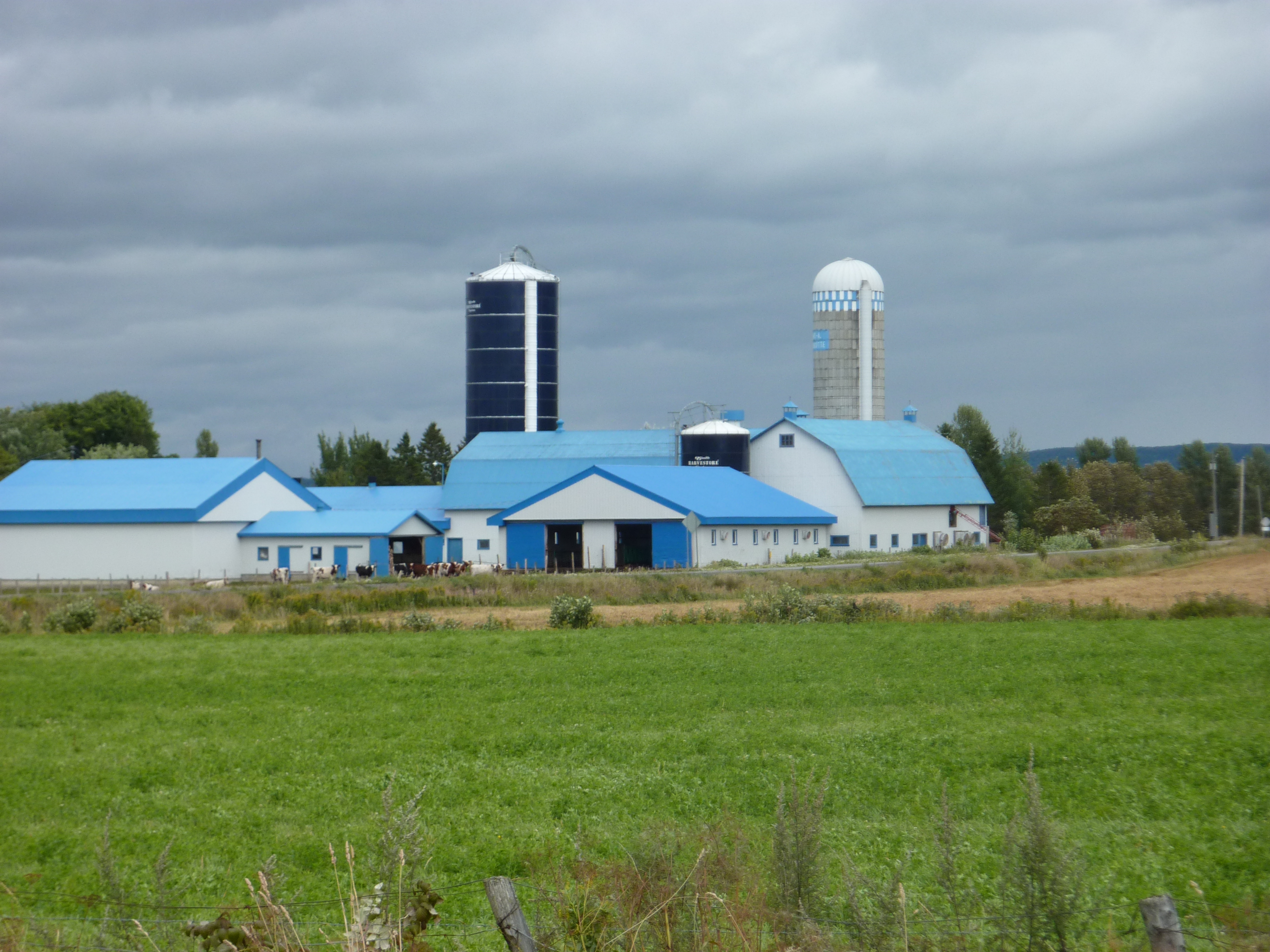
Ferme à Val-Brillant

La construction du chemin de fer l'Intercolonial (section numéro 14) de 1871 à 1876 amena l'établissement d'un village pour les ouvriers qui fut nommé McGowe en l'honneur de l'entrepreneur responsable du projet du même nom. De 1876 à 1883, le nom de Cedar Hall devint courant d'après le hangar en pièces de cèdre qui servit de remise pour les outils à charbon utilisés lors des travaux ferroviaires et qui servait de gare à cette époque. La première chapelle fut construite en 1882.

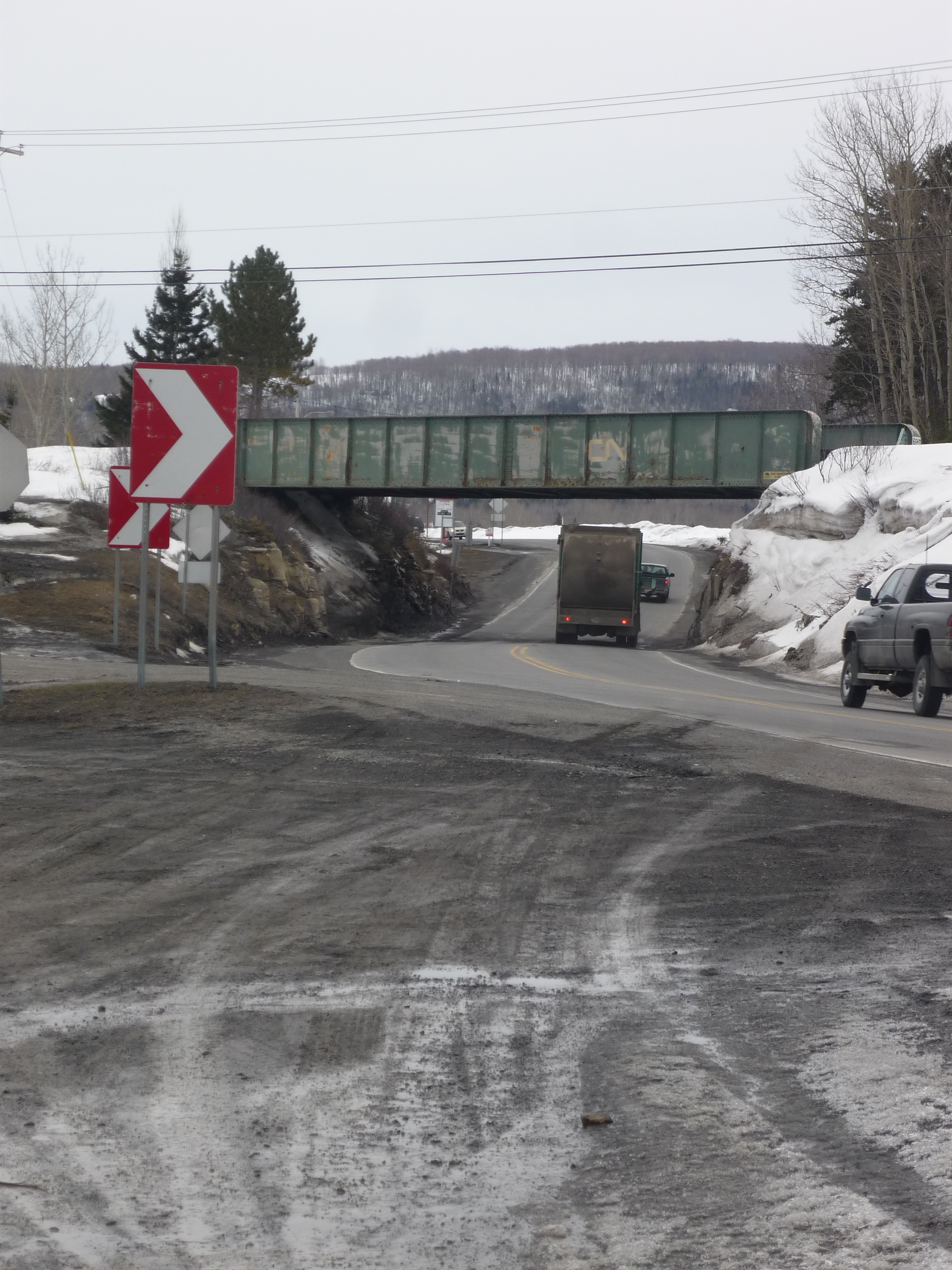
Viaduc du chemin de fer au-dessus de la route 132 à l'ouest de Val-Brillant

La fondation de la mission de Saint-Pierre-du-Lac le 20 juin 1883 à la suite d'une visite de l'évêque de Rimouski, monseigneur Jean Langevin, relégua aux oubliettes la dénomination Cedar Hall, sauf dans le domaine des postes et dans le nom de la gare. Monseigneur Jean Langevin choisit ce nom, car il fut fâché par la dénomination anglaise de Cedar Hall et pour honorer l'abbé Pierre Brillant. Pierre Brillant (1852-1911) fut le missionnaire à cet endroit de 1881 à 1889 et curé de 1889 jusqu'à sa mort en 1911. En effet, la paroisse fut érigée canoniquement le 19 septembre 1889. Son zèle et son amour pour la vallée de la Matapédia lui ont valu le surnom de « père de la Vallée ». À la suite de la mort de l'abbé Pierre Brillant, des démarches ont été entreprises pour changer le nom du bureau de poste en Val-Brillant. De plus, entre 1912 et 1913, le curé Michaud fit changer le nom de la gare aussi pour que la dénomination de Cedar Hall disparaisse complètement. L'église actuelle de la paroisse de Saint-Pierre-du-Lac de Val-Brillant a été construite de 1914 à 1916. Cette église a initialement été construite afin de devenir une cathédrale. À l'époque, il était normal de croire, avec la croissance de la population de la Vallée de la Matapédia, qu'un nouveau diocèse allait être créé pour scinder celui de Rimouski. C'est d'ailleurs avec des idées de grandeur que le curé Michaud a construit une église plus grande et plus grosse que la cathédrale de Rimouski, à laquelle l'église de Val-Brillant est toujours rattachée par le Diocèse de Rimouski.
C'est à Val-Brillant, en 1942, que le club des 4-H a été fondé par Joseph Donat Brûlé et Jules-Aimé Breton de l'Association forestière québécoise. La devise des 4-H est Honneur, Honnêteté, Habileté, Humanité. Ce club est encore actif aujourd'hui.
L'aqueduc a été construit en 1924. En 1938, un viaduc a été construit par le C.N.R. à l'entrée occidentale du village pour remplacer un passage à niveau entre la voie ferrée et la route 132. Le 25 septembre 1941, le moulin à bois de Val-Brillant ferma définitivement. En 1957, une voie de contournement de la route 132 a été construite pour qu'elle ne passe plus dans le centre du village.
La municipalité actuelle est issue de la fusion survenue en 1986 du village de Val-Brillant érigé en 1915 et de la paroisse de Saint-Pierre-du-Lac. Cette dernière fut érigée canoniquement en 1889 et civilement en 1890.

## Géographie
La municipalité est sise sur la rive sud du lac Matapédia dans les monts Chic-Chocs à 16 km au nord-ouest d'Amqui et à 10 km au sud-est de Sayabec. Le hameau de Saint-Agricole fait partie de la municipalité.

## Démographie

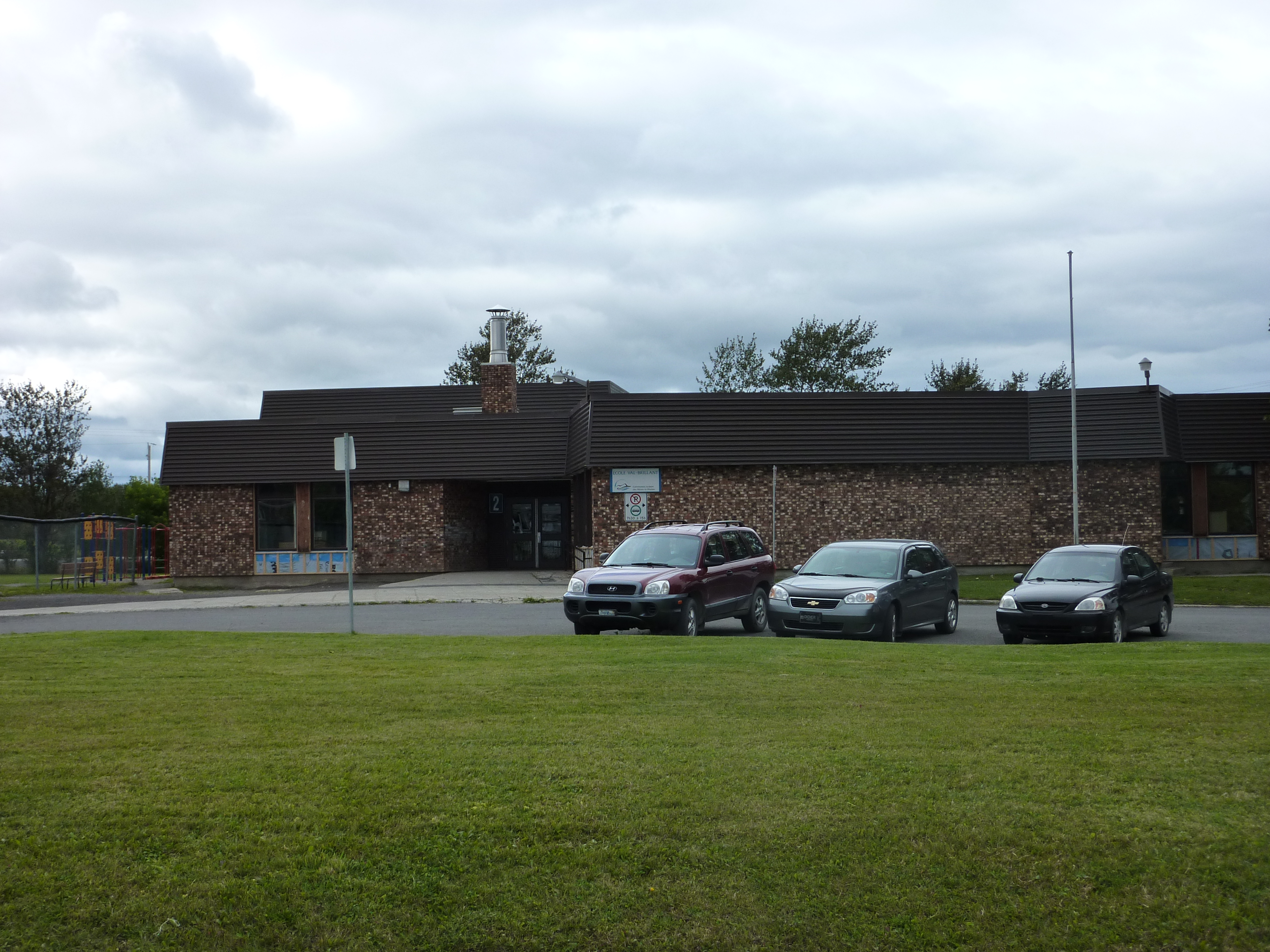
École primaire de Val-Brillant en août 2009

| 1996  | 2001 | 2006  | 2011 | 2016 | 2021 |
| ----- | ---- | ----- | ---- | ---- | ---- |
| 1 040 | 997  | 1 003 | 955  | 927  | 899  |

## Administration

### Conseil municipal
Les élections municipales ont lieu tous les quatre ans et s'effectuent en bloc sans division territoriale. Le conseil municipal est composé d'un maire et de six conseillers.
| mandat    | fonction    | nom                     |
| --------- | ----------- | ----------------------- |
| 2017-2021 | Maire       | Jacques Pelletier       |
| 2017-2021 | Conseillers |                         |
| 2017-2021 | #1          | Stevens Perry Pelletier |
| 2017-2021 | #2          | Jean Côté               |
| 2017-2021 | #3          | Geneviève Leblanc       |
| 2017-2021 | #4          | Richard Turgeon         |
| 2017-2021 | #5          | Jacques Gaulin          |
| 2017-2021 | #6          | Ghislain Perreault      |

| Val-Brillant Maires depuis 2001                                                                                      |                     |         |          |
| Élection | Maire               | Qualité | Résultat |
| 2001 | Marc-André Turcotte |         | Voir     |
| 2005 | Marc Bélanger       |         | Voir     |
| 2009 | Donald Malenfant    |         | Voir     |
| 2013 | Jacques Pelletier   |         | Voir     |
| 2017 | Jacques Pelletier   | Voir    |          |
| 2021 | Jacques Pelletier   | Voir    |          |
| Élection partielle en italique Depuis 2005, les élections sont simultanées dans toutes les municipalités québécoises |                     |         |          |

De plus, Lise Tremblay est la directrice-génrérale et la secrétaire-trésorière de la municipalité.

### Représentations politiques
Québec Au provincial, Val-Brillant fait partie de la circonscription de Matane-Matapédia. En 2012, c'est le député sortant de l'ancienne circonscription de Matane, Pascal Bérubé, qui a été élu, car Danielle Doyer, députée sortante, avait décidé de ne pas se représenter. Pascal Bérubé a été élu pour représenter Val-Brillant à l'Assemblée nationale pour le Parti québécois.
 Canada Au fédéral, Val-Brillant fait partie de la circonscription de Avignon—La Mitis—Matane—Matapédia. À l'élection de 2019, c'est Kristina Michaud qui est élu pour représenter Val-Brillant à la Chambre des communes sous la bannière du Bloc Québécois. Elle succède au Libéraliste Rémi Massé

## Patrimoine

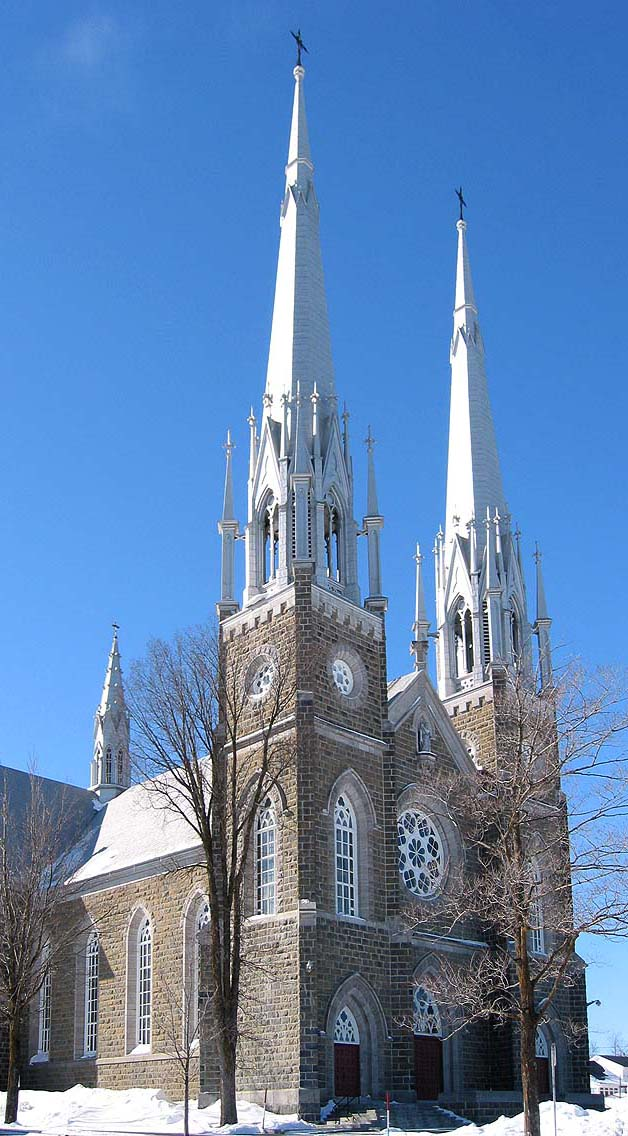
Église Saint-Pierre-du-Lac de Val-Brillant

L'église Saint-Pierre-du-Lac de Val-Brillant qui est de style néo-gothique, possède deux clochers d'une hauteur de 153 pieds. Elle a été construite entre 1914 et 1916 sous les soins de l'architecte René-Pamphile Lemay et du curé Jos D. Michaud. L'église est particulière par sa conception en amphithéâtre. En effet, le plancher de l'église suggère une dénivellation de près de deux pieds (60 cm) entre l'arrière et l'avant afin d'avoir une vue  sur le chœur depuis la mer. Elle possède un orgue Casavant de 1912. À l'occasion de son centenaire, l'orgue a été restauré.
Le village de Val-Brillant possède aussi un bâtiment datant de la construction du chemin de fer. Cette maison, aujourd'hui privée, a d'abord été utilisée pour entreposer le matériel de construction de la voie ferrée avant d'être cédée à la paroisse pour en faire une première chapelle. Elle est située à deux pas de l'église.

## Transports
Val-Brillant est traversé par la route 132 qui fait le tour de la Gaspésie ainsi que par le chemin de fer de la Matapédia et du Golfe ; cependant, le train ne s'arrête plus à Val-Brillant. Les routes Lauzier, Wallace et Saucier perpendiculaires à la route 132 servent d'accès vers les autres rangs de la municipalité.

## Économie
Les Val-Brillantois vivent en majorité de l'agriculture et peuvent se divertir au centre de ski de Val-d'Irène, situé à Sainte-Irène, distante d'à peine 8 km. À Val-Brillant, se situe la marina donnant sur le lac Matapédia. De nombreuses PME sont aussi présentes à Val-Brillant.

## Tourisme

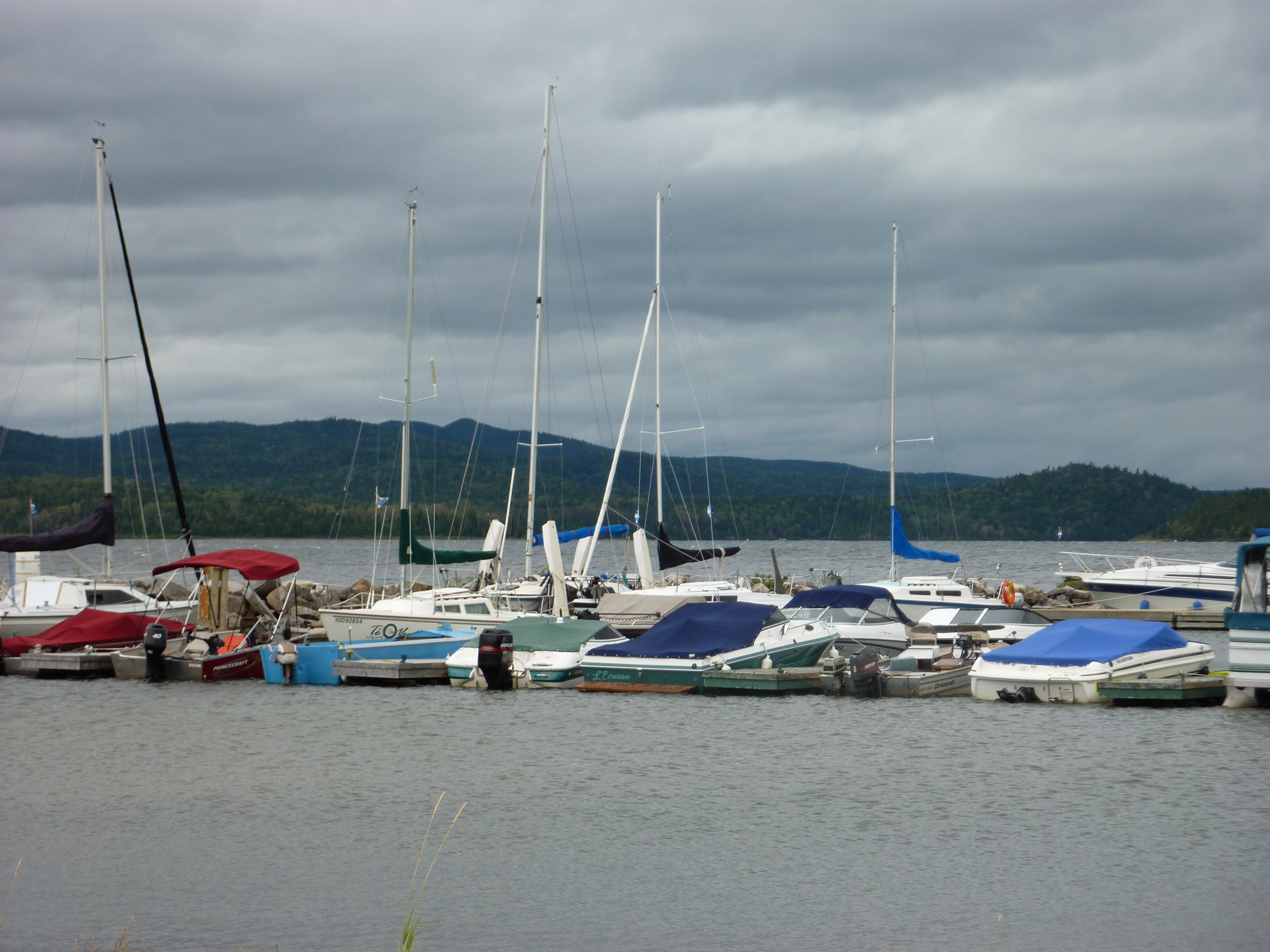
Marina de Val-Brillant

Le lac Matapédia est facilement accessible à Val-Brillant grâce à la marina, on peut y pratiquer toutes sortes d'activités nautiques dont la pêche au saumon. D'autres activités comme le camping et la randonnée pédestre ou à vélo sont pratiquées. L'hiver, le ski à voile est pratiqué sur le lac Matapédia gelé. Chaque année, l'église ouvre ses portes et permet des visites guidées gratuites à tous les visiteurs qui veulent en apprendre un peu plus sur cette si grande église dans ce petit village. Les paysages val-brillantois sont magnifiques et facilement accessibles en voiture, à vélo et à la marche. Prendre le deuxième rang apporte une vue imprenable sur le plus grand lac de la Gaspésie, le lac Matapédia. Si vous avez faim, la cantine La Paysanne est ouverte en saison chaude. Particulièrement reconnue pour ses sous-marins, elle est située en bordure du lac, tout près d'une halte routière à la sortie ouest du village.